# 직접행동
직접행동(直接行動)은 정치, 경제, 사회적인 목적을 이루기 위해 개인이나 집단이 사회, 정치 제도에 따르지 않는 행동이다.

## 배경
대의 정치의 도구인 정당 정치는 과두 정치, 승자 독식 제도 등 비민주적 운영 등으로 인해 대의정치의 민주적 발전을 후진시키는 등으로 정치체제가 시민사회 편재를 제대로 반영하지 못하는 경우가 있고, 기본적으로 시민사회 구조를 어느 정도 왜곡하거나 단순화시켜 대변하게 된다. 시민사회의 요구는 무한하게 다양하지만, 선택 대상 정당은 몇 개에 불과하기 때문이다.
정치 체제 유지를 위한 법제도 때문에 유권자는 자신이 무엇을 원하는지 솔직히 드러내지 못하고, 자신의 진정한 욕구가 무엇인지 알지 못할 수도 있는 등 대의 민주주의는 유권자와 대표의 관계에서 구조적인 한계를 가지고 있고, 선거라는 제도를 통해 주인을 승인하는 과정으로 변질되기 쉽다.
직접행동은 대의제 민주주의 테두리 안에서 권위주의적이고 불완전한 정책과 제도의 시정과 변화를 모색하는 일이다. 대의제의 한계로 인해 시민사회의 요구를 제대로 반영하지 못하는 민주주의에 대한 능동적 대안으로, 민주주의를 바로 세우려는 노력이다.
직접행동은 보통 비폭력 직접행동을 뜻하나, 간혹 대중 폭동과 아나키즘을 포함하여 일컫기도 한다.

## 역사
미국의 흑인인권운동이나 대규모 환경파괴에 대항하는 그린피스 등 환경 운동, 최빈국을 위해 외채탕감을 주장하거나, 다자간 투자협정을 반대하는 운동, 세계 무역 기구에 반대하는 반세계화운동, 토지를 요구하는 농민들의 직접행동, 전 지구적 신자유주의에 반대하는 원주민 공동체, 농민, 학생, 노동자, 실업자 등 다양한 형태의 직접행동이 전 세계에서 벌어지고 있다. 독일의 녹색운동, 영국 지배하에서의 인도 민중이 보여주었던 비폭력 저항운동인 간디주의, 이스라엘의 불법점거에 대항하는 팔레스타인 민중의 저항운동 등이 있다.

### 대한민국
1960년 4·19 혁명, 1980년 5∙18 광주 민주화 운동, 1987년 6월 항쟁, 2004년 부안 방폐장, 2006년 대추리 사태 등이 있었다.
20세기 들어 정보유통과 인적 연결망의 새로운 중심매체가 되고 있는 인터넷과 휴대전화의 발달은 직접행동의 동원과 확산에 결정적인 역할을 한다. 동원기제의 변화는 참여 주체의 성격변화도 동반했다. 권위주의 체제 때의 민주화 운동 세력, 이후 시민운동 세력, 그리고 정보망이 발달한 이후 네티즌이 중심한 새로운 참여세력으로 이어지는 계승과 변화가 있었다. 특히 2008년 5월의 촛불 집회에서 주부, 중고생 등 기존 대의 정치과정의 주변부 세력이 나선 것도 새로운 점이었다.

## 같이 보기
- 시민 불복종
- 민주주의
- 권위주의
- 비정부기구
- 환경보호주의
- 아나키즘
- 풀뿌리 민주주의